# 아리타 하치로
아리타 하치로(일본어: 有田 八郎, 1884년 9월 21일 ~ 1965년 3월 4일)는 일본의 정치인이자 외교관으로, 세 차례 일본의 외무대신을 지냈다(1936년 ~ 1937년, 1938년 ~ 1939년, 1940년).